# Naxos (Creta)
Naxos, Naxo ou Naxus (em grego clássico: Νάχος) foi uma antiga cidade de Creta, Grécia, que segundo o escólio “ad Pind. Isth.” (vi. 107), era famosa pelas suas pedras de amolar. Alguns historiadores classicistas duvidaram da sua existência, considerando que haveria uma confusão devido ao facto de, segundo Plínio, as pedras de amolar de Creta serem famosas como as da ilha de Naxos. No entanto, os estudiosos mais recentes tendem a confirmar a suas existência, identificando com a cidade ruínas existentes na parte oriental de Creta, no monte Oxa, situado acima e sudoeste de Elunda, que por sua vez se encontra junto à antiga cidade de Olunte, atualmente submersa.
Enquanto algumas fontes referem que o sítio do monte Oxa foi ocupado desde o período minoico, sugerindo que ali seria a acrópole de Olus e que os habitantes desta cidade ali se teriam instalado após o sismo de 1 450 a.C. que destruiu aquela cidade, Arthur Evans e John Pendlebury classificaram o sítio, que identificaram com Naxos, como sendo pós-minoico, possivelmente ocupado durante o período helenístico ou romano.
Segundo a lenda, a cidade foi fundada por Naxo, filho de Acacalis e neto do rei Minos.
Os vestígios de Naxos situam-se 3 km a sudoeste de Elunda e 6 km a norte de Ágios Nikolaos (distâncias em linha reta), na unidade municipal de Ágios Nikolaos e na unidade regional de Lasíti. Do cimo do monte Oxa desfrutam-se vistas magníficas sobre o golfo, península e ilha de Espinalonga, Elunda e toda a região de Ágios Nikolaos e golfo de Mirabelo. A pitoresca igreja de Tímio Estauro (Santa Cruz) é um local de romaria da população das localidades próximas na Sexta Feira Santa e no dia de Santa Cruz (14 de setembro).